# Székelykő
A Székelykő (románul: Piatra Secuiului vagy Colții Trascăului) egy kopár hegycsúcs Torockótól keletre, a Torockói-hegység része.
A szikla nevének eredete a tatárjárás idejére tehető: az ostrom alól a falut kézdi székelyek mentették fel, akik ennek fejében megkapták a hegytetőn akkoriban álló várat és annak környékét.
Jellegzetes formája miatt, a faluból nézve itt kétszer kel fel a nap. Miután felkel, hirtelen eltűnik az 1129 m magas Székelykő mögé, és aztán ismét megjelenik. Ezt Jókai Mór az Egy az Isten című regényében is megírta.
Torockó faluból gyalogosan megközelíthető. A hegycsúcsról szép a kilátás, jó időben akár Tordáig is el lehet látni.
A hegy megmászása a kijelölt túraútvonalon nem igényel különleges felkészülést, de egy általános edzettség mindenképpen kell a feljutáshoz. Torockó főteréről indulva a kék+ jelzést követve könnyen megközelíthető. A kijelölt túraútvonalat elhagyni nem ajánlott, csak azok számára, akik megfelelő felszereléssel rendelkeznek és kellő tapasztalattal a nehéz terepen való mozgásban.

## Kőzettani felépítése
A környékre jellemző nagyon változatos domborzat elsősorban a különböző összetételű kőzettani elemek jelenlétével magyarázható, mint a: mészkő, homokkő, konglomerátum és vulkanikus kőzet. A változatos - 300 métertől 1280 méterig  emelkedő - felszínt a többrendbeli tektonikai mozgások alakították ki, melyek az összerepedezett kéregtáblákat hol kiemelték, hol lesüllyesztették. 
A Székelykő legfőbb alkotókőzete, az egész Torockói-hegységre jellemzően, a mészkő, amely helyenként eléri a 400-700 méteres vastagságot. A különböző geológiai korokból - őskor és középkor, azaz mezozoikum (jura és kréta korszakból) - származó mészkövek igazolják, hogy itt valamikor több millió évig tengerfenék volt. A mészkő ugyanis főleg meleg vizű tengeri állatkák (korallok, kagylók, csigák) meszes vázainak lerakódásából keletkezett.
Tetején a hegyképző erők munkájának szeszélyéből egymás mellett került a felszínre az üledékes és fehér színű mészkő és a szürkés-barnás vulkanikus kőzet.

## Képgaléria

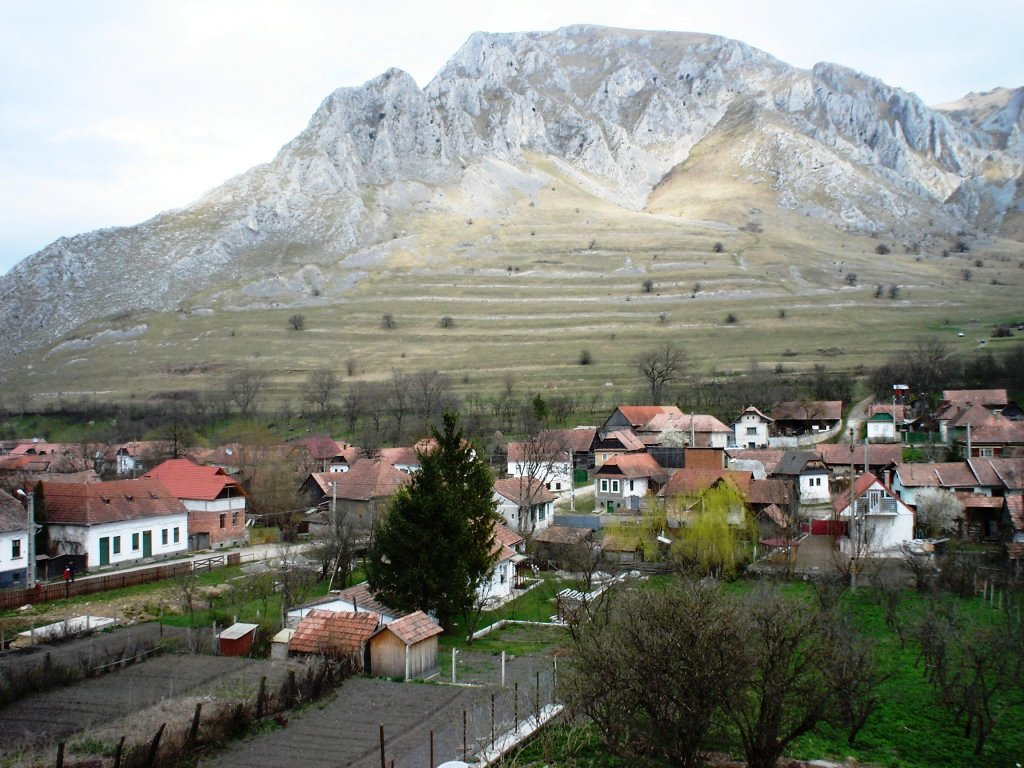
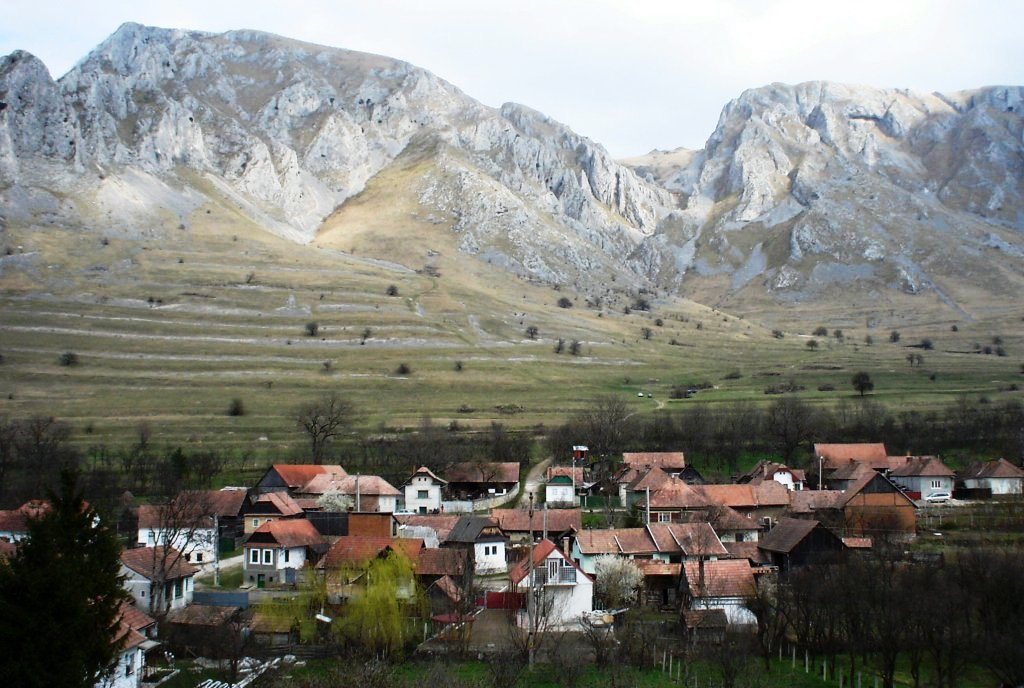
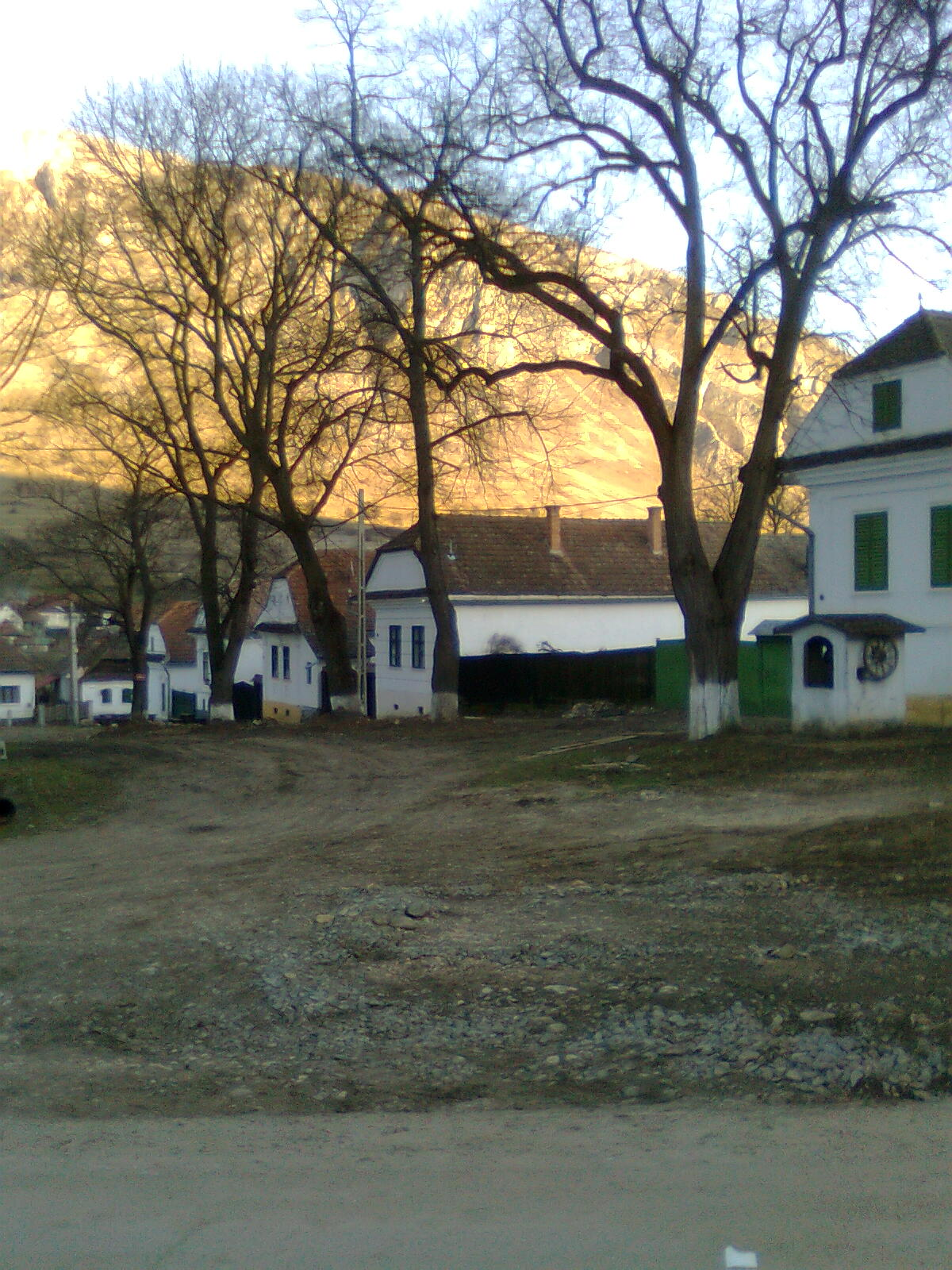

## Külső hivatkozások
- Gömbpanoráma a Székelykőről – Karpatmedence360.hu
- A Székelykő képekben[halott link]
- Képek a Székelykőről a www.Erdély-szép.hu honlapon
- Románia legnagyobb felbontású gigapanorámája készült a Székelykőről – Transilvanart.ro, 2013. szeptember 7. (románul)
- Rekord felbontású fénykép a Székelykőről
- https://web.archive.org/web/20100204133348/http://www.karpategyesulet.hu/doksik/Special/Torockoi-hgs/Torockoi-hgs.html
- Túratippek a Székelykőre kirándulóknak